# زمین‌لرزه ۱۹۹۱ کاستاریکا
زمین‌لرزه کاستاریکا  در تاریخ ۲۲ آوریل ۱۹۹۱ میلادی، برابر با ‎۲ اردیبهشت ۱۳۷۰، ساعت ۲۱:۵۶:۵۱ به زمان یوتی‌سی در کاستاریکا رخ داد. ژرفای این زلزله ۱۳٫۲ کیلومتر بود، و بزرگی آن ۷٫۶ در مقیاس Mw اعلام شده‌است. زمین‌لرزه به وقت محلی در روز دوشنبه، ساعت ۱۵ روی داده و منطقه زمانی آن یوتی‌سی -۶ بوده‌است .
سازمان زمین‌شناسی آمریکا نیز رومرکز این زمین‌لرزه را در مختصات ۹°۴۱′۰۶″شمالی ۸۳°۰۴′۲۳″غربی / ۹٫۶۸۵°شمالی ۸۳٫۰۷۳°غربی و ژرفای آن را در ۱۰ کیلومتر گزارش کرده‌است. بزرگی برگزیدهٔ این سازمان از میان بزرگی‌های محاسبه‌شدهٔ مختلف ۷٫۶ در مقیاس Mw بوده و از دید اثر، در میان چهار دسته‌بندی «نامحسوس»، «محسوس»، «زیان‌آور» یا «با تلفات»، زلزله را «با تلفات» اعلام کرده‌است.۸۶۶ ساختمان در زمین‌لرزه خراب شده‌است.رانش زمین در آن به وجود آمده‌است.روانگرایی در این زمین‌لرزه ایجاد شده‌است.سونامی نیز در این زلزله گزارش شده‌است.
پروژهٔ «تنسور گشتاور مرکزوار» زاویه‌های (راستا، شیب، ریک) گسل سازندهٔ زمین‌لرزه و صفحه عمود بر آن را (°۱۰۳، °۲۵، °۵۸) یا (°۳۱۸، °۶۹، °۱۰۴) و نوع گسل را «معکوس» فرارسانده‌است.
شمار کشتگان زلزله حدود ۷۵ نفر بوده‌است.تعداد زخمیان ۵۶۳ نفر برآورده شده‌است.بی‌خانمان شدگان نیز ۹۸۳۹ نفر اعلام شده‌است.